# No Fear Racing
No Fear Racing ist ein im NASCAR Sprint Cup aktives Motorsport-Team. Es wird geleitet von Frank Stoddard und Mark Simo und setzt einen Ford mit der Startnummer 60 ein, der von SoBe No Fear Energy Drink gesponsert wird.
No Fear Racing debütierte im Dodge/Save Mart 350 der Saison 2006 mit Boris Said am Steuer. Said belegte in dem Rennen den neunten Platz. Eine Woche später im Pepsi 400 auf dem Daytona International Speedway fuhr Said den Wagen auf die Pole-Position und beendete das Rennen auf einem für das noch junge Team sehr guten vierten Platz, nachdem er neun Runden des Rennens das Feld anführte. Auch im Allstate 400 at the Brickyard des Jahres 2006 war das Team aktiv. 
In der Saison 2007, in der man an allen Superspeedway- und Straßenkursrennen teilnehmen wollte, schaffte man die Qualifikation für das Daytona 500, welches Said auf Platz 14 beendete trotz eines Drehers in Runde 18. Auch am Aaron’s 499 auf dem Talladega Superspeedway nahm das Team teil. In der Qualifikation zum Pepsi 400, dem zweiten Rennen der Saison auf dem Daytona International Speedway, lag das Team auf Platz eins, was eine Pole-Position und die Teilnahme am Budweiser Shootout 2008 bedeutet hätte, als es begann zu regnen und die Qualifikation abgebrochen wurde. Da NASCAR in dem Fall das Feld nach Owner Points aufstellt, konnte sich Said nicht qualifizieren. Auch am Centurion Boats at The Glen konnte man sich aufgrund von Regen nicht qualifizieren. 
Die Autos von No Fear Racing werden von Roush Fenway Racing präpariert. 